# Hrabstwo Eddy (Dakota Północna)

Piramida wieku hrabstwa

Hrabstwo Eddy (ang. Eddy County) to hrabstwo w stanie Dakota Północna w Stanach Zjednoczonych. Hrabstwo zajmuje powierzchnię 1 668,55 km². Według United States Census Bureau w roku 2010 miało 2385 mieszkańców, a w 2020 – 2347 mieszkańców. Siedzibą hrabstwa jest New Rockford.

## Geografia
Hrabstwo Eddy zajmuje powierzchnię całkowitą 1668,55 km², z czego 1632,00 km² to powierzchnia lądowa, a 36,54 km² (2,2%) to powierzchnia wodna.

### Miejscowości
- New Rockford
- Sheyenne